# Annales du Musée Colonial de Marseille
Annales du Musée Colonial de Marseille (abreviado Ann. Mus. Colon. Marseille) es una revista con ilustraciones y descripciones botánicas que fue editada en Marsella en varias series desde 1907 hasta 1954. Fue precedida por Annales de l'Institut Colonial de Marseille.

## Publicación
- Serie n.º 2, vols. 5-10, 1907-12;
- Serie n.º 3, vols. 1-10, 1913-22;
- Serie n.º 4, vols 1-10, 1923-32;
- Serie n.º 5, vols. 1-10, 1933-?;
- Serie n.º 6, vols. 1-10, ?-?;
- Serie n.º 7, vols. 1-2, 195?-54